# Локтионов, Андрей Фёдорович
Андрей Фёдорович Локтионов (28 ноября 1909, с. Подкопаево, Орловская губерния — 9 июня 1982, Кисловодск, Ставропольский край) — участник Великой Отечественной войны, Герой Советского Союза.

## Биография
Родился 28 ноября 1909 года в селе Подкопаево ныне Малоархангельского района Орловской области в семье рабочего. Русский. Член ВКП(б)/КПСС с 1939 года. Окончил неполную среднюю школу. Работал крановщиком мостового крана на заводе «Серп и молот» в Москве. Призван в Красную армию в 1930 году, во время службы в которой прошёл обучение в Сталинградской военно-авиационной школе пилотов.
В Великой Отечественной войне в июне 1941 года в составе 243-го штурмового полка на И-153 сбил в районе аэродрома Проскуров Heinkel He 111, позже участвовал в боях в должности командира эскадрильи 249-го истребительного авиационного полка (44-я истребительная авиационная дивизия, 6-я армия, Южный фронт) с июня 1941 года. К 25 сентября 1941 года на счету капитана Локтионова были 83 боевых вылета на разведку и уничтожение сил противника, в ходе которых он нанёс значительный урон неприятелю.
Указом Президиума Верховного Совета СССР от 20 ноября 1941 года за образцовое выполнение боевых заданий командования на фронте борьбы с немецко-фашистскими захватчиками и проявленные при этом мужество и героизм, капитану Андрею Фёдоровичу Локтионову присвоено звание Героя Советского Союза с вручением ордена Ленина и медали «Золотая Звезда» (№ 688).
С 14 апреля 1942 года капитан Локтионов командовал 839-м истребительным авиационным полком, с 25 июня по ноябрь 1943 года командовал 84-м гвардейским истребительным авиационным полком ПВО, с 16 ноября 1943 года по 10 апреля 1944 года — 908-м истребительным авиационным полком ПВО, с 24 апреля по 1 октября 1944 года — 722-м истребительным авиационным полком ПВО. После окончания войны Андрей Локтионов остался в рядах Красной Армии, продолжив службу в ВВС СССР, откуда был уволен в запас в 1954 году в звании подполковника. До конца жизни А. Ф. Локтионов проживал в городе Кисловодск Ставропольского края.

## Награды
- медаль «Золотая Звезда» Героя Советского Союза (№ 688);
- орден Ленина;
- два ордена Красного Знамени;
- два ордена Красной Звезды;
- медали.

## Память
- Памятная доска установлена на мемориале «Воинская Слава» (пр. Цандера) г-к Кисловодска.
- на Аллее Героев в городе Малоархангельск Малоархангельского района Орловской области установлен бюст Героя.
- Бюст Героя установлен возле Луковской средней общеобразовательной школы села Луковец Малоархангельского района Орловской области.